# Dirk Blocker
Dennis Dirk Blocker (Hollywood; 31 de julio de 1957) es un actor estadounidense. Es hijo del fallecido actor Dan Blocker y hermano del productor David Blocker.

## Carrera
Blocker empezó su carrera en 1974, apareciendo en un episodio de la serie Marcus Welby, M.D. a los 16 años. Subsecuentemente tuvo pequeños papeles en series como ER, Little House on the Prairie, MacGyver, The X-Files, Beverly Hills, 90210, Walker, Texas Ranger, Night Court, Murder, She Wrote, M*A*S*H, Doogie Howser, M.D., Matlock, Quantum Leap y CHiPs. A los 19 años interpretó a Jerry Bragg en la serie de corte militar Baa Baa Black Sheep (1976–1978).
Sus créditos cinematográficos incluyen películas como Midnight Madness (1980), Raise the Titanic (1980), The Border (1982), Poltergeist (1982), Starman (1984), Trouble in Mind (1985), Made in Heaven (1987), Prince of Darkness (1987), Pink Cadillac (1989), Cutting Class (1989), Equinox (1993), Short Cuts (1993), Night of the Scarecrow (1995) y Mad City (1997).